# Landsstatshuset i Göteborg

Landsstatshuset i Göteborg är beläget vid Södra Hamngatan 3 intill Landshövdingeresidenset. Huset är statligt byggnadsminne (SBM) sedan den 18 mars 1993.

## Historik
Landsstatshuset i Göteborg uppfördes 1923. Ritningarna var av arkitekten Sigge Cronstedt. Inre dekorativt måleri utfördes av konstnärerna Carl Wilhelmson och Bengt Dimming. Huset ersatte ett äldre landsstatshus från 1735 — den tidens hus för länsstyrelsen. Denna hade hållit till i ett litet timrat hus av trä inne på residensets gård. Huset rymde då rättssal, kansli, tjänsterum för landskamrerare och lanträntmästare, arkiv, kassavalv och lantmäterikontor. Det hade ritats av majoren Johan Adam Blæsing, som tjänstgjorde vid fortifikationen.

## Beskrivning
Landsstatshuset är ett kontorshus för länsstyrelsen. Det ersatte det äldre landsstatshuset och är ett slätputsat trevåningshus i klassicistisk stil med rusticerad bottenvåning. Till byggnaden hör en liten sluten gård och en större gård med trädgård, som är gemensam med residenset. Fasadens strama arkitektur speglar byggnadens funktion. Interiören är utformad med påkostade material och konstnärlig utformning av hög kvalitet. Entréhall och trappor har golv av natursten och har kryssvälvda tak. I sessionssalen finns väggmålningar av Carl Wilhelmsson med motiv från Bohusläns näringsliv.

## Tillbyggnad
En fyra till sjuvånings tillbyggnad i gult tegel till Landsstatshuset, åt Stora Badhusgatan, ritades av Länsarkitektkontoret i Göteborgs och Bohus län. Huset är sammanbyggt med den äldre delen av landsstatshuset i öster. Första etappen närmast landsstatshuset byggdes 1942 och den höga delen mot Stora Badhusgatan stod klar 1945. Bland de verksamheter som flyttade in var länsarkitektkontoret. Takterrassen mot Stora Badhusgatan byggdes in 1982. En tillbyggnad med hörsal skedde 1995. Fasaden är indragen från gatan och huset är diskret infogat mellan residensets putsfasad och kontorshusets gula tegelfasad.